# Michał Janota
Michał Janota (* 29. Juli 1990 in Gubin, Polen) ist ein polnischer Fußballspieler.

## Karriere

### Vereine
Janota zählt zu den großen Talenten seines Landes und debütierte in der Saison 2008/09 bei Feyenoord Rotterdam in der Eredivisie. Zur Saison 2009/10 wurde er an den niederländischen Zweitligisten Excelsior Rotterdam ausgeliehen und konnte mit sieben Toren bei 29 Einsätzen maßgeblich zu deren Aufstieg in die Eredivisie beitragen. Anfang Juni 2010 wurde er an den Zweitligisten Go Ahead Eagles Deventer transferiert. Für die Go Ahead Eagles konnte er in zwei Spielzeiten neun Tore in 57 Zweitliga-Spielen erzielen. Nachdem sein Vertrag nach der Saison 2011/12 ausgelaufen war, wechselte Janota zum polnischen Erstligisten Korona Kielce. In Kielce spielte er zweieinhalb Jahre lang und brachte es auf 76 Spiele und sechs Tore in der Ekstraklasa. Zur Rückrunde der Saison 2014/15 wechselte er zum Ligakonkurrenten Pogoń Stettin. Hier kam er nur sporadisch zum Einsatz und brachte es am Saisonende auf lediglich neun Ligaspiele. Im August 2015 unterschrieb er einen Zwei-Jahres-Vertrag mit dem polnischen Rekordmeister Górnik Zabrze. Doch schon ein Jahr später schloss er sich Podbeskidzie Bielsko-Biała an. Die Saison 2017/18 verbrachte er bei FKS Stal Mielec und wechselte im Sommer 2018 weiter zu Arka Gdynia. Hier konnte er sofort in seinem ersten Pflichtspiel mit einem 3:2-Sieg gegen Legia Warschau den Gewinn des Polnischen Superpokals feiern.

### Nationalmannschaft
Michał Janota spielte von der U-16 bis zur U-23 für Polens Auswahlmannschaften.

## Erfolge
- Polnischer Superpokal: 2018